# Зміїнець
Змії́нець — село в Україні, у Луцькому районі Волинської області. Входить до складу Луцької міської громади. Населення становить 1350 осіб.

## Населення
Згідно з переписом УРСР 1989 року чисельність наявного населення села становила 772 особи, з яких 359 чоловіків та 413 жінок.
За переписом населення України 2001 року в селі мешкало 1336 осіб.

### Мова
Розподіл населення за рідною мовою за даними перепису 2001 року:
| Мова       | Відсоток |
| ---------- | -------- |
| українська | 98,37 %  |
| російська  | 1,26 %   |
| білоруська | 0,30 %   |

## Історія
В XV столітті село належало до маєтностей великого волинського князя Свидригайла.
В кінці XIX століття в селі було 12 домів і 90 жителів, на колонії 8 домів і 61 житель. 
Під час Першої Світової війни біля села був розташований військовий аеродром на якому в 1916 році базувався 19-й авіазагін під командуванням ротмістра О.О.Казакова 
До 9 серпня 2016 року село входило до складу Княгининівської сільської ради Луцького району Волинської області.
12 червня 2020 року, згідно з розпорядженням Кабінету Міністрів України  № 708-р, село увійшло до складу Луцької міської громади.

## Пам'ятки археології
- За селом — давньоруське городище, обстежене в 30-х рр. XX ст. О. Цинкаловським.
- У східній частині села, на лівому березі р. Стир — багатошарове поселення тшинецько-комарівської культури періоду бронзи, ранньослов'янського і давньоруського періодів площею до 1 га. Пам'ятка обстежена у 1998 р. Г. Охріменком.
- На північній околиці села, на мисі лівого берега р. Стир — поселення поморсько-кльошової культури, виявлене під час археологічної експертизи працівниками Волинської ОАСУ під керівництвом В. Шкоропада.